# Zo is er maar één
Zo is er maar één was een televisieprogramma van productiehuis Telesaurus voor de Vlaamse zender Eén. Yasmine nam de presentatie voor haar rekening en Miguel Wiels de orkestleiding. In dit programma werd het beste Nederlandstalige lied verkozen uit België en Nederland.
In het voorjaar van 2006, 2007 en 2008 ging de liedjeswedstrijd door met bekende zangers die Nederlandstalige liedjes zongen. De nadruk lag toen op het beste Nederlandstalige lied.
Vanaf 20 maart 2009 kwam "Zo is er maar één" voor een vierde keer terug. Helemaal anders deze keer: geen bekende koppen meer, maar jong talent. De nadruk werd eerder gelegd op wie het beste nieuw talent was. JackoBond won de wedstrijd.
Later dat jaar werd bekendgemaakt dat er geen vijfde seizoen van het programma zou komen.
Er werd ook een Ketnetversie van "Zo is er maar één" gemaakt: Zo is er maar één - De cup. Dit programma wordt gepresenteerd door Kobe Van Herwegen en Britt Van der Borght. De eerste editie van Zo is er maar één - De cup werd gewonnen door Pjotr Wolfs, de tweede door Thomas Cerpentier.

## Reeks 1

### Ronde 1: Liedjes over meisjes (15 april 2006)
| Lied            | door                       | gezongen door   | op |
| --------------- | -------------------------- | --------------- | -- |
| Meisjes (lied)  | Raymond van het Groenewoud | Peter Koelewijn | 2  |
| Mia             | Gorki                      | Kate Ryan       | 1  |
| Layla           | De Kreuners                | X!NK            | 6  |
| Vergeet Barbara | Will Tura                  | Wim Soutaer     | 5  |
| Paulien         | Johan Verminnen            | Gene Thomas     | 3  |
| Daar Gaat Ze    | Clouseau                   | Jan De Wilde    | 4  |

### Ronde 2: Liedjes over jongens (22 april 2006)
| lied            | door               | gezongen door          | op |
| --------------- | ------------------ | ---------------------- | -- |
| Sammy (lied)    | Ramses Shaffy      | Johan Verminnen        | 4  |
| Tim             | Wim De Craene      | Liliane Saint-Pierre   | 1  |
| Dag Vreemde Man | Ann Christy        | Els De Schepper        | 3  |
| Jimmy           | Boudewijn de Groot | Clouseau               | 2  |
| Arme Joe        | Will Tura          | Hadise                 | 5  |
| Hé Lekker Beest | Isabelle A         | Regi Penxten en Roxane | 6  |

### Ronde 3: Liedjes over de lage landen (29 april 2006)
| lied                        | door                       | gezongen door                   | op |
| --------------------------- | -------------------------- | ------------------------------- | -- |
| Het dorp                    | Wim Sonneveld              | Dana Winner                     | 1  |
| Kronenburg Park             | Frank Boeijen              | Peter Vanlaet                   | 3  |
| Zeg Me                      | Johan Verminnen            | Will Tura                       | 5  |
| Vlaanderen boven            | Raymond van het Groenewoud | Barbara Dex                     | 2  |
| Aan Het Strand Van Oostende | Louis Neefs                | Kommil Foo                      | 4  |
| België                      | Het Goede Doel             | Sofie Van Moll en Jenne Decleir | 6  |

### Ronde 4: Liedjes over liefde (5 mei 2006)
| Lied                 | door           | gezongen door  | op |
| -------------------- | -------------- | -------------- | -- |
| Lieve Kleine Piranha | Gorki          | Isabelle A     | 4  |
| Zij gelooft in mij   | André Hazes    | Sergio         | 3  |
| De roos              | Ann Christy    | Paul Michiels  | 1  |
| Blauw                | The Scene      | Kris De Bruyne | 6  |
| Rode Wijn            | Bram Vermeulen | Sioen          | 2  |
| Het Kan Niet Zo Zijn | Will Tura      | La Sakhra      | 5  |

### Ronde 5: Liedjes over vriendschap (12 mei 2006)
| Lied                    | door            | gezongen door             | op |
| ----------------------- | --------------- | ------------------------- | -- |
| Mijn Vriend Benjamin    | Louis Neefs     | Bart Peeters              | 1  |
| We zullen doorgaan      | Ramses Shaffy   | Ronny Mosuse              | 2  |
| Min Moaten              | Flip Kowlier    | Brahim                    | 4  |
| Sjakie Van de Hoek      | Conny Vandenbos | Sabien Tiels              | 6  |
| Afscheid Van Een Vriend | Clouseau        | Geena Lisa                | 2  |
| Visite                  | Lenny Kuhr      | Willy Sommers en Jo Vally | 5  |

### Ronde 6: Liedjes over passie (19 mei 2006)
| Lied                | door                       | gezongen door | op |
| ------------------- | -------------------------- | ------------- | -- |
| Je veux de l'amour  | Raymond van het Groenewoud | Thé Lau       | 1  |
| De Allereerste Keer | Rita Deneve                | Nicole & Hugo | 6  |
| Zie Me Graag        | Clouseau                   | K3            | 2  |
| Verzoening          | Frank Boeijen              | Liesbeth List | 4  |
| Zondag              | Rob de Nijs                | Günther Neefs | 5  |
| Ik Wil Je           | De Kreuners                | Pim Symoens   | 3  |

### Ronde 7: Liedjes met een boodschap (25 mei 2006)
| Lied                            | door                 | gezongen door            | op |
| ------------------------------- | -------------------- | ------------------------ | -- |
| Soldiers Of Love                | Liliane Saint-Pierre | Xandee                   | 4  |
| De Eerste Sneeuw                | Jan De Wilde         | Flip Kowlier             | 6  |
| Welterusten Meneer de President | Boudewijn de Groot   | Jelle Cleymans           | 2  |
| Van God Los                     | Monza                | Peter Evrard             | 5  |
| Laat Ons Een Bloem              | Louis Neefs          | Yevgueni                 | 1  |
| Iedereen Is Van De Wereld       | The Scene            | Raf Van Brussel en Sarah | 3  |

### Naar de finale (2 juni 2006)
| Lied                 | door                       | gezongen door        | jury Radio 1 | jury Radio 2 | één kijker (x3) | Totaal | Plaats |
| -------------------- | -------------------------- | -------------------- | ------------ | ------------ | --------------- | ------ | ------ |
| Mia                  | Gorki                      | Kate Ryan            | 1            | 4            | 9               | 14     | 6      |
| Tim                  | Wim De Craene              | Liliane Saint-Pierre | 10           | 10           | 6               | 26     | 3      |
| Het Dorp             | Wim Sonneveld              | Dana Winner          | 3            | 5            | 21              | 29     | 2      |
| De Roos              | Ann Christy                | Paul Michiels        | 4            | 7            | 15              | 26     | 3      |
| Mijn Vriend Benjamin | Louis Neefs                | Bart Peeters         | 5            | 2            | 12              | 19     | 5      |
| Je Veux De L'amour   | Raymond van het Groenewoud | Thé Lau              | 7            | 1            | 3               | 11     | 7      |
| Laat Ons Een Bloem   | Louis Neefs                | Yevgueni             | 2            | 3            | 30              | 35     | 1      |

## Reeks 2
In de plaats van zeven rondes en een grote finale, zijn er tien rondes, twee halve finales en een grote finale.
Er wordt ook gekozen voor een zesde kandidaat. Yasmine zal de genomineerde brengen en de kijkers zullen stemmen tot zondag. De winnaar zal bekend worden op Radio 2-programma 'Alles is niets'.

### Ronde 1: Liedjes over geluk (5 januari 2007)
| Lied                                 | door                       | gezongen door | op |
| ------------------------------------ | -------------------------- | ------------- | -- |
| Alles kan een mens gelukkig maken    | René Froger                | Kate Ryan     | 6  |
| Als de dag van toen                  | Reinhard Mey               | Dana Winner   | 4  |
| Gelukkig Zijn                        | Raymond Van Het Groenewoud | Sioen         | 3  |
| Als de rook om je hoofd is verdwenen | Boudewijn de Groot         | Timo Descamps | 5  |
| Hoop Doet Leven                      | Will Tura                  | Sandrine      | 2  |
| Gelukkig Zijn                        | Ann Christy                | Gunther Neefs | 1  |

### Ronde 2: Liedjes over vrouwen (12 januari 2007)
| Lied                           | door               | gezongen door        | op |
| ------------------------------ | ------------------ | -------------------- | -- |
| Rozane                         | Wim De Craene      | Andrea Croonenberghs | 1  |
| Een Tip Van De Sluier          | Boudewijn de Groot | Stef Bos             | 2  |
| Jennifer Jennings              | Louis Neefs        | ReBorn               | 4  |
| Irene                          | De Mens            | Mama's Jasje         | 6  |
| Zo Mooi, Zo Blond En Zo Alleen | Jimmy Frey         | Yevgueni             | 5  |
| Anne                           | Clouseau           | Mark Tijsmans        | 3  |

#### Publieksnomitaties
- Linda van Frank Boeijen
- Annabel van Hans de Booij
- Anne van Clouseau

### Ronde 3: Liedjes met een boodschap (19 januari 2007)
| Lied                                           | door                      | gezongen door      | op |
| ---------------------------------------------- | ------------------------- | ------------------ | -- |
| De bom                                         | Doe Maar                  | Leki               | 6  |
| De waarheid                                    | Marco Borsato             | Kommil Foo         | 4  |
| Zing, vecht, huil, bid, lach, werk en bewonder | Ramses Shaffy             | Stef Kamil Carlens | 3  |
| Ik, Jij, Hij Of Zij                            | Clouseau                  | Sarah              | 5  |
| Zwart wit                                      | Frank Boeijen             | Stan Van Samang    | 1  |
| Breek de stilte                                | Stef Bos en Bob Savenberg | Geena Lisa         | 2  |

#### Publieksnominaties
- Breek De Stilte van Stef Bos en Bob Savenberg
- Een Heel Klein Beetje Oorlog van Noordkaap
- Kleine Jongen van André Hazes

### Ronde 4: Liedjes over de lage landen (26 januari 2007)
| Lied                       | door               | gezongen door | op |
| -------------------------- | ------------------ | ------------- | -- |
| Mijn Vlakke Land           | Jacques Brel       | Jo Lemaire    | 4  |
| Brussel                    | Johan Verminnen    | Will Tura     | 3  |
| De lichtjes van de Schelde | Bobbejaan Schoepen | Daan          | 1  |
| Druk In Leuven             | Noordkaap          | Nailpin       | 2  |
| Het Land van Maas en Waal  | Boudewijn de Groot | Xandee        | 5  |
| Terug Naar De Kust         | Maggie MacNeal     | La Sakhra     | 6  |

#### Publieksnominaties
- Terug Naar De Kust van Maggie MacNeal
- Annelies Uit Sas Van Gent van Louis Neefs
- Brussel van Liesbeth List

### Ronde 5: Liedjes in het dialect (2 februari 2007)
| Lied                                      | door                        | gezongen door    | op |
| ----------------------------------------- | --------------------------- | ---------------- | -- |
| Blanche En Zijn Peird                     | Willem Vermandere           | Bart Herman      | 2  |
| Ik Wil Deze Nacht In De Straten Verdwalen | Wannes Van de Velde         | Peter Evrard     | 1  |
| Rue Des Bouchers                          | Johan Verminnen             | Steph Goossens   | 4  |
| 't Vliegerke                              | Walter De Buck              | Coco Jr.         | 3  |
| In De Fik                                 | Flip Kowlier                | Claudia Decaluwé | 5  |
| Vindegij Mijn Gat                         | Clement Peerens Explosition | Sergio           | 4  |

#### Publieksnominaties
- Oerend hard van Normaal
- Ene Mee Hesp van Big Bill
- Vindegij Mijn Gat van The Clement Peerens Explosition

### Ronde 6: Liedjes over liefde (9 februari 2007)
| Lied                         | door                       | gezongen door        | op |
| ---------------------------- | -------------------------- | -------------------- | -- |
| Zij                          | Marco Borsato              | Belle Pérez          | 2  |
| Suzanne                      | VOF de Kunst               | Guus Meeuwis         | 6  |
| Omdat Ik Van Je Hou          | Raymond Van Het Groenewoud | Bart Peeters         | 3  |
| Nobelprijs                   | Clouseau                   | Liliane Saint-Pierre | 4  |
| Ik hou van u                 | Noordkaap                  | Scala                | 1  |
| Maria, Maria, Ik Hou Van Jou | Raymond Van Het Groenewoud | Raf Van Brussel      | 5  |

#### Publieksnomitaties
- Maria, Maria, Ik Hou Van Jou van Raymond van het Groenewoud
- Ik Schreeuw Het Van De Daken van Toast
- Verliefd Op Chris Lomme van De Kreuners

### Ronde 7: Feestliedjes (16 februari 2007)
| Lied               | door                       | gezongen door      | op |
| ------------------ | -------------------------- | ------------------ | -- |
| Malle Babbe        | Rob de Nijs                | Lenny & De Wespen  | 1  |
| Een Kopje Koffie   | VOF De Kunst               | Xander de Buisonjé | 4  |
| Liefde Voor Muziek | Raymond Van Het Groenewoud | Peter Koelewijn    | 6  |
| En Dans            | Clouseau                   | Wouter             | 2  |
| Zeven Dagen Lang   | bots                       | Philippe Robrecht  | 5  |
| Vlieg Met Me Mee   | Paul de Leeuw              | Barbara Dex        | 3  |

#### Publieksnominaties
- Vlieg Met Me Mee van Paul de Leeuw
- Vanavond Ga Ik Uit van Clouseau
- Leven Na De Dood van Freek de Jonge

### Ronde 8: Liedjes over afscheid (23 februari 2007)
| Lied                          | door               | gezongen door   | op |
| ----------------------------- | ------------------ | --------------- | -- |
| Ik Mis Je Zo                  | Will Tura          | Udo             | 1  |
| Ik Leef Niet Meer Voor Jou    | Marco Borsato      | Els De Schepper | 4  |
| Pappie loop toch niet zo snel | Herman van Keeken  | René Froger     | 6  |
| Onderweg                      | Abel               | Gene Thomas     | 2  |
| Ebbenhout Blues               | Wigbert van Lierde | Paul Michiels   | 5  |
| Ik Ga Dood Aan Jou            | Bart Herman        | Isabelle A      | 3  |

#### Publieksnominaties
- Eenzaam Zonder Jou van Will Tura
- Ik Ga Dood Aan Jou van Bart Herman
- Wil niet dat je weggaat van Clouseau

### Ronde 9: Liedjes over mannen (2 maart 2007)
| Lied                      | door                       | gezongen door   | op |
| ------------------------- | -------------------------- | --------------- | -- |
| De Onverbiddelijke Zoener | Lamp, Lazarus & Kris       | Mira            | 2  |
| Papa                      | Stef Bos                   | Jelle Cleymans  | 1  |
| Pa                        | Doe Maar                   | Pim Symoens     | 3  |
| Ik Ben De Man             | Raymond Van Het Groenewoud | Thor!           | 4  |
| De Zwemmer                | Boudewijn de Groot         | Johan Verminnen | 6  |
| Vrijgezel                 | Benny Neyman               | Wim Soutaer     | 5  |

#### Publieksnominaties
- De Clown van Ben Cramer
- Vrijgezel van Benny Neyman
- Prikkebeen van Boudewijn de Groot en Elly Nieman

### Ronde 10: Liedjes over passie (9 maart 2007)
| Lied                             | door          | gezongen door                  | op |
| -------------------------------- | ------------- | ------------------------------ | -- |
| Soms Vraagt Een Mens Zich Af     | Gorki         | Rick de Leeuw en Jan Hautekiet | 6  |
| Verlangen                        | Clouseau      | Sofie Van Moll                 | 1  |
| Ik Leef Voor Jou                 | Ann Christy   | Eva de Roovere                 | 4  |
| Poolijs                          | Bart Peeters  | Roel Vanderstukken             | 3  |
| Je Hoeft Niet Naar Huis Vannacht | Marco Borsato | Milk Inc. en Sylver            | 5  |
| Het Is Een Nacht                 | Guus Meeuwis  | Jan Smit                       | 2  |

Publieksnominatie
- Het Is Een Nacht van Guus Meeuwis
- Zij Houdt Van Vrijen van Raymond van Het Groenewoud
- Zo ver Weg van Mama's Jasje

### Eerste halve finale (16 maart 2007)
| Lied                    | door               | gezongen door        | Radio 2 jury | Pers jury | één kijker | stand | op |
| ----------------------- | ------------------ | -------------------- | ------------ | --------- | ---------- | ----- | -- |
| Gelukkig Zijn           | Ann Christy        | Günther Neefs        | 3            | 4         | 12         | 19    | 2  |
| Rozane                  | Wim De Craene      | Andrea Croonenberghs | 4            | 6         | 18         | 28    | 1  |
| Zwart Wit               | Frank Boeijen      | Stan Van Samang      | 2            | 2         | 4          | 8     | 6  |
| Lichtjes van de Schelde | Bobbejaan Schoepen | Daan                 | 1            | 9         | 8          | 18    | 3  |
| Malle Babbe             | Rob de Nijs        | Lenny & De Wespen    | 9            | 3         | 2          | 14    | 4  |
| Blanche En Zijn Peird   | Willem Vermandere  | Bart Herman          | 6            | 1         | 6          | 13    | 5  |

### Tweede halve finale (23 maart)
| Lied                                      | door                       | gezongen door  | Radio 2 jury | Pers jury | één kijker | stand | op |
| ----------------------------------------- | -------------------------- | -------------- | ------------ | --------- | ---------- | ----- | -- |
| Ik Hou Van U                              | Noordkaap                  | Scala          | 3            | 9         | 8          | 20    | 3  |
| Ik Wil Deze Nacht In De Straten Verdwalen | Wannes Van de Velde        | Peter Evrard   | 4            | 4         | 6          | 14    | 4  |
| Ik Mis Je Zo                              | Will Tura                  | Udo            | 9            | 6         | 18         | 33    | 1  |
| Papa                                      | Stef Bos                   | Jelle Cleymans | 6            | 2         | 12         | 20    | 2  |
| Verlangen                                 | Clouseau                   | Sofie Van Moll | 1            | 1         | 4          | 6     | 6  |
| Gelukkig Zijn                             | Raymond Van Het Groenewoud | Sioen          | 2            | 3         | 2          | 7     | 5  |

### Finale (30 maart)
| Lied                    | door               | gezongen door        | Radio 2 jury | Pers jury | één kijker | stand | op |
| ----------------------- | ------------------ | -------------------- | ------------ | --------- | ---------- | ----- | -- |
| Gelukkig zijn           | Ann Christy        | Günther Neefs        | 4            | 2         | 2          | 8     | 6  |
| Rozane                  | Wim De Craene      | Andrea Croonenberghs | 6            | 6         | 6          | 18    | 3  |
| Lichtjes van de Schelde | Bobbejaan Schoepen | Daan                 | 2            | 4         | 4          | 10    | 5  |
| Papa                    | Stef Bos           | Jelle Cleymans       | 3            | 1         | 12         | 16    | 4  |
| Ik hou van u            | Noordkaap          | Scala                | 1            | 9         | 8          | 18    | 2  |
| Ik Mis Je Zo            | Will Tura          | Udo                  | 9            | 3         | 18         | 30    | 1  |

## Reeks 3

### Ronde 1: Protest (8 februari)
| Lied                              | door                       | gezongen door        | op |
| --------------------------------- | -------------------------- | -------------------- | -- |
| L'étranger, c'est mon ami         | Raymond van het Groenewoud | Roland               | 6  |
| Blank of zwart                    | Isabelle A                 | Eline De Munck       | 3  |
| Is dit nu later                   | Stef Bos                   | Little August        | 2  |
| Welterusten mijnheer de president | Boudewijn de Groot         | Andrea Croonenberghs | 1  |
| De wedstrijd                      | Bram Vermeulen             | Lenny                | 5  |
| Ben ik te min                     | Armand                     | ReBorn               | 4  |

### Ronde 2: Lijf en lust (15 februari)
| Lied                   | door                       | gezongen door        | op |
| ---------------------- | -------------------------- | -------------------- | -- |
| Lieve kleine piranha   | Gorki                      | Dean                 | 2  |
| Rood                   | Marco Borsato              | Liliane Saint-Pierre | 4  |
| De wilde boerndochtere | Ivan Heylen                | The Violent Husbands | 1  |
| Gigant                 | Noordkaap                  | Stan Van Samang      | 3  |
| Bleke Lena             | Raymond van het Groenewoud | Mama's Jasje         | 5  |
| Stroom                 | Arbeid Adelt!              | Vive La Fête         | 6  |

### Ronde 3: Vertalingen (22 februari)
| Lied                        | door                       | gezongen door                 | op |
| --------------------------- | -------------------------- | ----------------------------- | -- |
| Stel nu dat je niet bestond | Monza                      | Eva De Roovere & Wimmeke Punk | 5  |
| Laat me niet alleen         | Liesbeth List              | Ronny Mosuse                  | 2  |
| Hallelujah, ze is van mij   | Raymond van het Groenewoud | Boogie Boy                    | 6  |
| Heb ik ooit gezegd          | Clouseau                   | Barbara Dex                   | 3  |
| Zoals een mooi verhaal      | Ann Christy                | Free Souffriau                | 1  |
| Een kopje koffie            | VOF De Kunst               | Jeroen van der Boom           | 4  |

### Ronde 4: Nostalgie (29 februari)
| Lied                               | door               | gezongen door           | op |
| ---------------------------------- | ------------------ | ----------------------- | -- |
| Verliefd op Chris Lomme            | De Kreuners        | Timo Descamps           | 4  |
| Afscheid van een vriend            | Clouseau           | Hadise                  | 3  |
| Het kleine café aan de haven       | Vader Abraham      | Will Ferdy & Jo Leemans | 2  |
| Testament                          | Boudewijn de Groot | Gunter Verspecht        | 6  |
| De fanfare van honger en dorst     | Jan De Wilde       | Thé Lau                 | 1  |
| 't Is weer voorbij die mooie zomer | Gerard Cox         | Marijn Devalck          | 5  |

### Ronde 5: Eurosong (7 maart)
| Lied               | door              | gezongen door   | op |
| ------------------ | ----------------- | --------------- | -- |
| Geef het Op        | Clouseau          | Jelle Cleymans  | 5  |
| Iemand Als Jij     | Barbara Dex       | Gunther Neefs   | 1  |
| Gelukkig Zijn      | Ann Christy       | Vera Mann       | 2  |
| Katinka            | De Spelbrekers    | Peter Koelewijn | 6  |
| Goeiemorgen Morgen | Nicole & Hugo     | Reset           | 3  |
| Door De Wind       | Ingeborg Sergeant | Sylver          | 4  |

### Ronde 6: Trouwfeest (14 maart)
| Lied                  | door                           | gezongen door        | op |
| --------------------- | ------------------------------ | -------------------- | -- |
| Lopen Op Het Water    | Marco Borsato & Sita Vermeulen | Sergio & Esther Sels | 3  |
| Cha Cha Cha           | Raymond Van Het Groenewoud     | Jim Cole             | 5  |
| Jij Bent Zo           | Jeroen Van Der Boom            | Belle Perez          | 2  |
| Kvraagetaan           | De Fixkes                      | Brahim               | 1  |
| Ik Wil Met Je Trouwen | Peggy                          | Laura Lynn           | 4  |
| De Allereerste Keer   | Rita Deneve                    | Jo Lemaire           | 6  |

### Ronde 7: Liefde (21 maart)
| Lied                         | door                          | gezongen door       | op |
| ---------------------------- | ----------------------------- | ------------------- | -- |
| Amsterdam                    | Kris de Bruyne                | Roel Vanderstukken  | 3  |
| Pastorale                    | Ramses Shaffy & Liesbeth List | Nicole & Hugo       | 1  |
| Sinds 1 dag of 2 (32 jaar)   | Doe Maar                      | Sandrine            | 5  |
| Verloren Hart Verloren Droom | Johnny White                  | Lucas Van den Eynde | 4  |
| Diep In Mijn Hart            | Jo Leemans                    | Buurman             | 2  |
| Ik Schreeuw Het Van De Daken | Toast                         | Sam Gooris          | 6  |

### Ronde 8: Dames en heren (28 maart)
| Lied                                                    | door                              | gezongen door      | op |
| ------------------------------------------------------- | --------------------------------- | ------------------ | -- |
| Tim                                                     | Wim De Craene                     | Stef Kamil Carlens | 2  |
| Annelies uit Sas Van Gent                               | Louis Neefs                       | Johan Verminnen    | 4  |
| Louise                                                  | Clouseau                          | Sarah              | 5  |
| Meester Prikkebeen                                      | Boudewijn de Groot en Elly Nieman | Yevgueni & Neeka   | 1  |
| Het is altijd lente in de ogen van de tandartsassisente | Peter de Koning                   | Kus                | 6  |
| Sheryl Crow, I need you so                              | De Mens                           | Kommil Foo         | 3  |

### Ronde 9: Vakantie (4 april)
| Lied                  | door                       | gezongen door    | op |
| --------------------- | -------------------------- | ---------------- | -- |
| Twee Meisjes          | Raymond Van Het Groenewoud | Laïs             | 1  |
| Blankenberge          | Hugo Matthysen             | X!NK             | 6  |
| Eviva España          | Samantha                   | Mira             | 5  |
| Ik Wil De Wereld Zien | Johan Verminnen            | Wim Soutaer      | 4  |
| Heist Aan Zee         | Bart Peeters               | Geena Lisa       | 3  |
| He Lekker Beest       | Isabelle A                 | Pieter Embrechts | 2  |

### Ronde 10: Hartzeer (11 april)
| Lied                               | door          | gezongen door    | op |
| ---------------------------------- | ------------- | ---------------- | -- |
| Eenzaam Zonder Jou                 | Will Tura     | Kate Ryan        | 3  |
| Een Vriend Zien Huilen Kan Ik Niet | Jacques Brel  | Bart Peeters     | 1  |
| Feest                              | Thé Lau       | Tine Reymer      | 2  |
| Ik voel Me Zo Verdomd Alleen       | Danny de Munk | Tom Helsen       | 4  |
| Dat Ze De Mooiste Is               | Clouseau      | Guus Meeuwis     | 6  |
| Smoorverliefd                      | Doe Maar      | Stijn Vandeputte | 5  |

### Eerste halve finale (18 april)
| Lied                           | door                       | gezongen door    | Radio 2 jury | Pers jury | één kijker | stand | op |
| ------------------------------ | -------------------------- | ---------------- | ------------ | --------- | ---------- | ----- | -- |
| Zoals Een Mooi Verhaal         | Ann Chisty                 | Free Soufriau    | 2            | 2         | 18         | 22    | 1  |
| De Fanfare Van Honger En Dorst | Jan De Wilde               | Thé Lau          | 6            | 9         | 4          | 19    | 2  |
| Kvraagetaan                    | De Fixkes                  | Brahim           | 9            | 3         | 2          | 14    | 5  |
| Meester Prikkebeen             | Boudewijn de Groot         | Yevgueni & Neeka | 3            | 1         | 12         | 16    | 3  |
| Twee Meisjes                   | Raymond Van Het Groenewoud | Laïs             | 1            | 4         | 8          | 13    | 6  |
| Is Dit Nu Later                | Stef Bos                   | Little August    | 4            | 6         | 6          | 16    | 4  |

### Tweede halve finale (25 april)
| Lied                               | door                          | gezongen door        | Radio 2 jury | Pers jury | één kijker | stand | op |
| ---------------------------------- | ----------------------------- | -------------------- | ------------ | --------- | ---------- | ----- | -- |
| Welterusten Mijheer De President   | Boudewijn de Groot            | Andrea Cronenberghs  | 2            | 2         | 4          | 8     | 6  |
| De Wilde Boerndochtere             | Ivan Heylen                   | The Voilent Husbands | 3            | 9         | 6          | 18    | 3  |
| Een Vriend Zien Huilen Kan Ik Niet | Jacques Brel                  | Bart Peeters         | 4            | 1         | 8          | 13    | 4  |
| Pastorale                          | Ramses Shaffy & Liesbeth List | Nicole & Hugo        | 9            | 4         | 18         | 31    | 1  |
| Iemand Als Jij                     | Barbara Dex                   | Gunther Neefs        | 1            | 6         | 12         | 19    | 2  |
| Laat Me Niet Alleen                | Liesbeth List                 | Ronny Mosuse         | 6            | 3         | 2          | 11    | 5  |

### Finale (2 mei)
| Lied                           | door                           | gezongen door        | Radio 2 jury | Pers jury | één kijker | stand | op |
| ------------------------------ | ------------------------------ | -------------------- | ------------ | --------- | ---------- | ----- | -- |
| Meester Prikkebeen             | Boudewijn de Groot             | Yevgueni en Neeka    | 1            | 1         | 2          | 4     | 6  |
| De Wilde Boerndochtere         | Ivan Heylen                    | The Voilent Husbands | 6            | 9         | 6          | 21    | 2  |
| De Fanfare Van Honger En Dorst | Jan De Wilde                   | Thé Lau              | 3            | 3         | 4          | 10    | 5  |
| Pastorale                      | Ramses Shaffy en Liesbeth List | Nicole & Hugo        | 9            | 6         | 18         | 33    | 1  |
| Iemand Als Jij                 | Barbara Dex                    | Gunther Neefs        | 2            | 4         | 8          | 14    | 4  |
| Zoals Een Mooi Verhaal         | Ann Christy                    | Free Soufriau        | 4            | 2         | 12         | 18    | 3  |

## Reeks 4

### Aflevering 1: Helden (20 maart)
| Arne Vanhaecke                                            | Lieve kleine piranha         | Gorki                      | door naar volgende aflevering |
| TatYana Storm                                             | Rode rozen in de sneeuw      | Marva                      | door naar volgende aflevering |
| Andes                                                     | Iedereen is van de wereld    | The Scene                  | door naar volgende aflevering |
| Bastien                                                   | Het kan niet zijn            | Will Tura                  | moet de wedstrijd verlaten    |
| Fosco                                                     | Maria, Maria, ik hou van jou | Raymond van het Groenewoud | door naar volgende aflevering |
| JackoBond                                                 | Laat me                      | Ramses Shaffy              | door naar volgende aflevering |
| In de huiskamer: Kristel Verbeke, Raf Walschaerts en Zaki |                              |                            |                               |
| Gasten: Clouseau                                          |                              |                            |                               |

### Aflevering 2: De nummer 1 (27 maart)
| Andes                                           | Hé lekker beest     | Isabelle A   | door naar volgende aflevering |
| JackoBond                                       | Passie              | Clouseau     | door naar volgende aflevering |
| Fosco                                           | Dansplaat           | Brainpower   | door naar volgende aflevering |
| Saskia                                          | Het allermooiste    | Garry Hagger | moet de wedstrijd verlaten    |
| Arne Vanhaecke                                  | De allereerste keer | Rita Deneve  | door naar volgende aflevering |
| TatYana Storm                                   | Ebbenhout blues     | Wigbert      | door naar volgende aflevering |
| In de huiskamer: Herr Seele, Isabelle A en Zaki |                     |              |                               |
| Gast: Luc De Vos                                |                     |              |                               |

### Aflevering 3: Zo was er maar één (3 april)
| Fosco                                                  | Rode wijn                                 | Bram Vermeulen      | door naar volgende aflevering |
| Arne Vanhaecke                                         | Jennifer Jennings                         | Louis Neefs         | moet de wedstrijd verlaten    |
| JackoBond                                              | Ik wil deze nacht in de straten verdwalen | Wannes Van de Velde | door naar volgende aflevering |
| Andes                                                  | Zij gelooft in mij                        | André Hazes         | door naar volgende aflevering |
| TatYana Storm                                          | Vreemde vogels                            | Claire              | door naar volgende aflevering |
| Maesland                                               | Tim                                       | Wim De Craene       | door naar volgende aflevering |
| In de huiskamer: Free Souffriau, Eric Melaerts en Zaki |                                           |                     |                               |
| Gast: Bart Peeters                                     |                                           |                     |                               |

### Aflevering 4: Kies je song (10 april)
| TatYana Storm                                                 | De wereld is om zeep       | Urbanus         | door naar volgende aflevering |
| Fosco                                                         | Gek zijn is gezond         | Stef Bos        | door naar volgende aflevering |
| Maesland                                                      | 'kvraagetaan               | Fixkes          | moet de wedstrijd verlaten    |
| Divan Express                                                 | Wat is kunst               | Noordkaap       | door naar volgende aflevering |
| JackoBond                                                     | Duizend dromen worden waar | Ann Christy     | door naar volgende aflevering |
| Andes                                                         | Mooie dagen                | Johan Verminnen | door naar volgende aflevering |
| In de huiskamer: Eric Melaerts, Dave Peters en Sofie Van Moll |                            |                 |                               |
| Gast: Dana Winner                                             |                            |                 |                               |

### Aflevering 5: feest! (17 april)
| Andes                                               | Ik wil je            | De Kreuners   | moet de wedstrijd verlaten    |
| JackoBond                                           | Brussel              | Liesbeth List | door naar volgende aflevering |
| Divan Express                                       | Belle Hélène         | Doe Maar      | door naar volgende aflevering |
| TatYana Storm                                       | De wereld is om zeep | Urbanus       | door naar volgende aflevering |
| Fosco                                               | Shaken en grooven    | Clouseau      | door naar volgende aflevering |
| Charlotte                                           | Ik hou van u         | Noordkaap     | door naar volgende aflevering |
| In de huiskamer: Jan Hautekiet, Karen Damen en Zaki |                      |               |                               |
| Gast: Flip Kowlier                                  |                      |               |                               |

### Aflevering 6: Verborgen liefde (24 april)
| TatYana Storm                                     | Op een onbewoond eiland | Kinderen voor Kinderen | door naar volgende aflevering |
| Divan Express                                     | Een beetje verliefd     | André Hazes            | moet de wedstrijd verlaten    |
| Charlotte                                         | Madrid                  | Kommil Foo             | door naar volgende aflevering |
| Fosco                                             | Doe me goed             | Opium                  | door naar volgende aflevering |
| JackoBond                                         | Voor Marie-Louise       | Willem Vermandere      | door naar volgende aflevering |
| In de huiskamer: Geena Lisa, Otto-Jan Ham en Zaki |                         |                        |                               |
| Gast: Will Tura                                   |                         |                        |                               |

### Aflevering 7: Duet(1 mei)
| Kandidaat                                           | In duet met    | Lied                              | Oorspronkelijk door | Resultaat                     |
| --------------------------------------------------- | -------------- | --------------------------------- | ------------------- | ----------------------------- |
| Charlotte                                           | Axl Peleman    | Pa                                | Doe Maar            | moet de wedstrijd verlaten    |
| TatYana Storm                                       | Günther Neefs  | Alles kan een mens gelukkig maken | René Froger         | door naar volgende aflevering |
| JackoBond                                           | Jelle Cleymans | Vlaanderen mijn land              | Will Tura           | door naar volgende aflevering |
| Fosco                                               | Karen Damen    | Ik wou dat ik jou was             | Veldhuis & Kemper   | door naar volgende aflevering |
| In de huiskamer: Jan Leyers, Roos Van Acker en Zaki |                |                                   |                     |                               |
| Gast: Nicole en Hugo                                |                |                                   |                     |                               |

### Aflevering 8: Finale (8 mei)
| Kandidaat                                           | Favoriete cover      | Oorspronkelijk door | Eigen nummer             | Resultaat |
| --------------------------------------------------- | -------------------- | ------------------- | ------------------------ | --------- |
| TatYana Storm                                       | De wereld is om zeep | Urbanus             | Laat me vrij             |           |
| Fosco                                               | Dansplaat            | Brainpower          | Geest                    |           |
| JackoBond                                           | Laat me              | Ramses Shaffy       | Iedereen is hier vrolijk | Winnares  |
| In de huiskamer: Luk Alloo, Els de Schepper en Zaki |                      |                     |                          |           |
| Gast: Yevgueni                                      |                      |                     |                          |           |